# Neotetracus sinensis
Neotetracus sinensis is een zoogdier uit de familie van de egels (Erinaceidae). De wetenschappelijke naam van de soort werd voor het eerst geldig gepubliceerd in 1909 door Édouard-Louis Trouessart.
Het is een kleine insecteneter, dichtbehaard maar zonder stekels.

## Voorkomen
De soort komt voor in Azië (zuidelijk China en naburige delen van Birma en Vietnam). De soort was volgens Trouessart ontdekt in Sichuan (Se-tchouen) op een hoogte van 2545 meter.